# Szentgáloskér
Szentgáloskér is een plaats (község) en gemeente in het Hongaarse comitaat Somogy. Szentgáloskér telt 614 inwoners (2001).